# Brian Williamson (Aktivist)
Brian Williamson (* 4. September 1945; † 9. Juni 2004) war ein jamaikanischer Menschenrechtsaktivist.

## Leben
Brian Williamson setzte sich für die Rechte von Lesben, Schwulen und Transmenschen ein.
Am 9. Juni 2004 wurde er in Jamaikas Hauptstadt Kingston in seiner Wohnung brutal ermordet. Ihm wurden diverse Stichwunden am Hals und im Gesicht zugefügt und schließlich die Kehle durchgeschnitten.